# Sallustiano
Sallustiano – rione, jedno z dwudziestu dwóch rioni Rzymu, tradycyjnych jednostek podziału administracyjnego miasta, dotyczącego części wewnątrz murów aureliańskich (z niewielkimi wyjątkami). Stanowi część gminy Municipio Roma I.
Współcześnie Sallustiano ma powierzchnię 0,26 km², a w 2015 zamieszkiwało je 2 404 mieszkańców.
Historyczny numer dzielnicy to R. XVII.